# أفيري جونسون
أفيري جونسون (بالإنجليزية: Avery Johnson) مواليد 25 مارس 1965 في نيو أورلينز، هو مدرب كرة سلة أمريكي ولاعب سابق. بدأ مسيرته الاحترافية في سنة 1988. يبلغ طوله 5 قدم 10 بوصة (1.8 م). اعتزل اللعب في 2004. فاز بلقب دوري إن بي إيه. أحرز خلال مسيرته في الإن بي إيه 8817 نقطة بمعدل 8.4 نقاط في المباراة الواحدة.

## المسيرة الاحترافية
لعب مع سياتل سوبرسونيكس من سنة 1988 إلى 1990، ثم لعب مع دنفر ناغتس في سنة 1990، ثم لعب مع سان أنطونيو سبرز في سنة 1991، ثم لعب مع هيوستن روكتس في سنة 1992، ثم لعب مع سان أنطونيو سبرز في موسم 1992–1993، ثم لعب مع غولدن ستايت ووريورز في موسم 1993–1994، ثم لعب مع سان أنطونيو سبرز من سنة 1994 إلى 2001، ثم لعب مع دنفر ناغتس في موسم 2001–2002، ثم لعب مع دالاس مافيريكس من سنة 2001 إلى 2003.

## إحصائيات المسيرة

### الرابطة الوطنية لكرة السلة
| الفريق         | السنة   | G   | W   | L   | W–L% | النهاية | PG | PW | PL | PW–L% | النتيجة                  |
| -------------- | ------- | --- | --- | --- | ---- | ------- | -- | -- | -- | ----- | ------------------------ |
| دالاس مافيريكس | 2004–05 | 18  | 16  | 2   | .889 | 2       | 13 | 6  | 7  | .462  | خسر في نصف نهائي القسم   |
| دالاس مافيريكس | 2005–06 | 82  | 60  | 22  | .732 | 2       | 23 | 14 | 9  | .609  | خسر في نهائيات إن بي إيه |
| دالاس مافيريكس | 2006–07 | 82  | 67  | 15  | .817 | 1       | 6  | 2  | 4  | .333  | خسر في الجولة الأولى     |
| دالاس مافيريكس | 2007–08 | 82  | 51  | 31  | .622 | 4       | 5  | 1  | 4  | .200  | خسر في الجولة الأولى     |
| بروكلين نتس    | 2010–11 | 82  | 24  | 58  | .293 | 4       | —  | —  | —  | —     | غاب عن الأدوار الإقصائية |
| بروكلين نتس    | 2011–12 | 66  | 22  | 44  | .333 | 5       | —  | —  | —  | —     | غاب عن الأدوار الإقصائية |
| بروكلين نتس    | 2012–13 | 28  | 14  | 14  | .500 | (أقيل)  | —  | —  | —  | —     | —                        |
| المسيرة        |         | 440 | 254 | 186 | .577 |         | 47 | 23 | 24 | .489  |                          |

## روابط خارجية
- أفيري جونسون على موقع إن بي أي (الإنجليزية)
- أفيري جونسون على موقع سبورتس رفرنس (الإنجليزية)
- أفيري جونسون على موقع كرة السلة الأوروبية.كوم (الإنجليزية)
- أفيري جونسون على موقع كلية كرة السلة في سبورتس رفرنس.كوم (الإنجليزية)
- أفيري جونسون على موقع ريلجم (الإنجليزية)
- أفيري جونسون على موقع بروبوليرز (الإنجليزية)
- أفيري جونسون على موقع سبورتس رفرنس (الإنجليزية)
- أفيري جونسون على موقع كلية كرة السلة في سبورتس رفرنس.كوم (الإنجليزية)
- أفيري جونسون على موقع قاعة لويزيانا للمشاهير الرياضية (الإنجليزية)